# 氷川きよし・演歌名曲コレクション20〜ちょいときまぐれ渡り鳥〜
『氷川きよし・演歌名曲コレクション20〜ちょいときまぐれ渡り鳥〜』は、氷川きよしのアルバム。日本コロムビアから2014年11月19日に発売された。

## 概要
Aタイプ・初回完全限定スペシャル盤とBタイプ・通常盤の二種リリース。Aタイプには「旅の酒」のPVが収録されたDVD付。
Aタイプ・Bタイプそれぞれ、絵柄別のスペシャルステッカーが封入され、ジャケット写真及び歌詩ブックレットの写真内容が異なる。

## 収録曲
1. ちょいときまぐれ渡り鳥　[4:34]
作詩:仁井谷俊也
作曲:宮下健治
編曲:丸山雅仁
2. 原っぱパラダイス　[4:16]
作詩:冬弓ちひろ
作曲:羽場仁志
編曲:伊戸のりお
3. 旅の酒　[4:58]
作詩:森坂とも
作曲:水森英夫
編曲:石倉重信
4. 湾岸列車　[3:52]
作詩:菅麻貴子
作曲:杜奏太朗
編曲:石倉重信
5. 一緒節　 [4:17]
作詩:水木れいじ
作曲:岡千秋
編曲:蔦将包
6. 大利根ながれ月　[4:31]
作詩:松井由利夫
作曲:水森英夫
編曲:伊戸のりお
7. 男の土俵　[3:56]
作詩:二階堂伸
作曲:北くすお
編曲:石倉重信
  - オリジナル歌唱: 村田英雄
8. 東京ブルース　[3:53]
作詩:水木かおる
作曲:藤原秀行
編曲:石倉重信
  - オリジナル歌唱:西田佐知子
9. 女のみち　[4:34]
作詩:宮史郎
作曲:並木ひろし
編曲:石倉重信
  - オリジナル歌唱:宮史郎とぴんからトリオ
10. 今は倖せかい　[4:11]
作詩・作曲:中村泰士
編曲:石倉重信
  - オリジナル歌唱:佐川満男
11. 月の法善寺横町　 [3:36]
作詩: 十二村哲
作曲: 飯田景応
編曲: 石倉重信
  - オリジナル歌唱:藤島桓夫
12. 愛燦燦　[4:08]
作詩・作曲:小椋佳
編曲:石倉重信
  - オリジナル歌唱:美空ひばり